# Paronaea
Paronaea, en ocasiones erróneamente denominado Paronia, es un género de foraminífero bentónico normalmente considerado un subgénero de Nummulites, es decir, Nummulites (Paronaea) de la familia Nummulitidae, de la superfamilia Nummulitoidea, del suborden Rotaliina y del orden Rotaliida. Su especie tipo es Nummulites tchihatcheffi. Su rango cronoestratigráfico abarca desde el Ypresiense (Eoceno inferior) hasta el Priaboniense (Eoceno superior).

## Clasificación
Paronaea incluye a las siguientes especies:
- Paronaea chelussii †, también considerado como Nummulites (Paronaea) chelussii †
- Paronaea complanata †, también considerado como Nummulites (Paronaea) complanata †
- Paronaea curvispira †, también considerado como Nummulites (Paronaea) curvispira †
- Paronaea maestrichtiana †, también considerado como Nummulites (Paronaea) maestrichtiana †
- Paronaea osimoi †, también considerado como Nummulites (Paronaea) osimoi †
- Paronaea tchihatcheffi †, también considerado como Nummulites (Paronaea) tchihatcheffi †
- Paronaea submurchisoni †, también considerado como Nummulites (Paronaea) submurchisoni †
- Paronaea vasca †, también considerado como Nummulites (Paronaea) vasca †